# Saint-Vérand (Saône-et-Loire)
Pour les articles ayant des titres homophones, voir Saint-Vérand et Saint Véran.
Saint-Vérand est une commune française située dans le département de Saône-et-Loire, en région Bourgogne-Franche-Comté.

## Géographie
Saint-Vérand, avec une superficie de 2,45 km2, est l'une des dix plus petites communes de Saône-et-Loire (département qui en compte 567).
De ce village viticole du vignoble du Mâconnais dépendent deux hameaux : la Roche et les Truges situés sur tous deux sur la D 469.

### Climat
Pour des articles plus généraux, voir Climat de la Bourgogne-Franche-Comté et Climat de Saône-et-Loire.
En 2010, le climat de la commune est de type climat océanique altéré, selon une étude du Centre national de la recherche scientifique s'appuyant sur une série de données couvrant la période 1971-2000. En 2020, Météo-France publie une typologie des climats de la France métropolitaine dans laquelle la commune est dans une zone de transition entre le climat semi-continental et le climat de montagne et est dans la région climatique Bourgogne, vallée de la Saône, caractérisée par un bon ensoleillement (1 900 h/an), un été chaud (18,5 °C), un air sec au printemps et en été et des vents faibles.
Pour la période 1971-2000, la température annuelle moyenne est de 11,2 °C, avec une amplitude thermique annuelle de 17,9 °C. Le cumul annuel moyen de précipitations est de 910 mm, avec 10,6 jours de précipitations en janvier et 7,1 jours en juillet. Pour la période 1991-2020, la température moyenne annuelle observée sur la station météorologique de Météo-France la plus proche, « Mâcon », sur la commune de Charnay-lès-Mâcon à 7 km à vol d'oiseau, est de 12,3 °C et le cumul annuel moyen de précipitations est de 833,7 mm. 
La température maximale relevée sur cette station est de 39,8 °C, atteinte le 13 août 2003 ; la température minimale est de −21,4 °C, atteinte le 15 février 1956,,.
Les paramètres climatiques de la commune ont été estimés pour le milieu du siècle (2041-2070) selon différents scénarios d'émission de gaz à effet de serre à partir des nouvelles projections climatiques de référence DRIAS-2020. Ils sont consultables sur un site dédié publié par Météo-France en novembre 2022.

## Urbanisme

### Typologie
Au 1er janvier 2024, Saint-Vérand est catégorisée commune rurale à habitat dispersé, selon la nouvelle grille communale de densité à sept niveaux définie par l'Insee en 2022.
Elle est située hors unité urbaine. Par ailleurs la commune fait partie de l'aire d'attraction de Mâcon, dont elle est une commune de la couronne,. Cette aire, qui regroupe 105 communes, est catégorisée dans les aires de 50 000 à moins de 200 000 habitants,.

### Occupation des sols
L'occupation des sols de la commune, telle qu'elle ressort de la base de données européenne d’occupation biophysique des sols Corine Land Cover (CLC), est marquée par l'importance des territoires agricoles (100 % en 2018), une proportion identique à celle de 1990 (100 %). La répartition détaillée en 2018 est la suivante : cultures permanentes (69,8 %), prairies (30,2 %). L'évolution de l’occupation des sols de la commune et de ses infrastructures peut être observée sur les différentes représentations cartographiques du territoire : la carte de Cassini (XVIIIe siècle), la carte d'état-major (1820-1866) et les cartes ou photos aériennes de l'IGN pour la période actuelle (1950 à aujourd'hui).

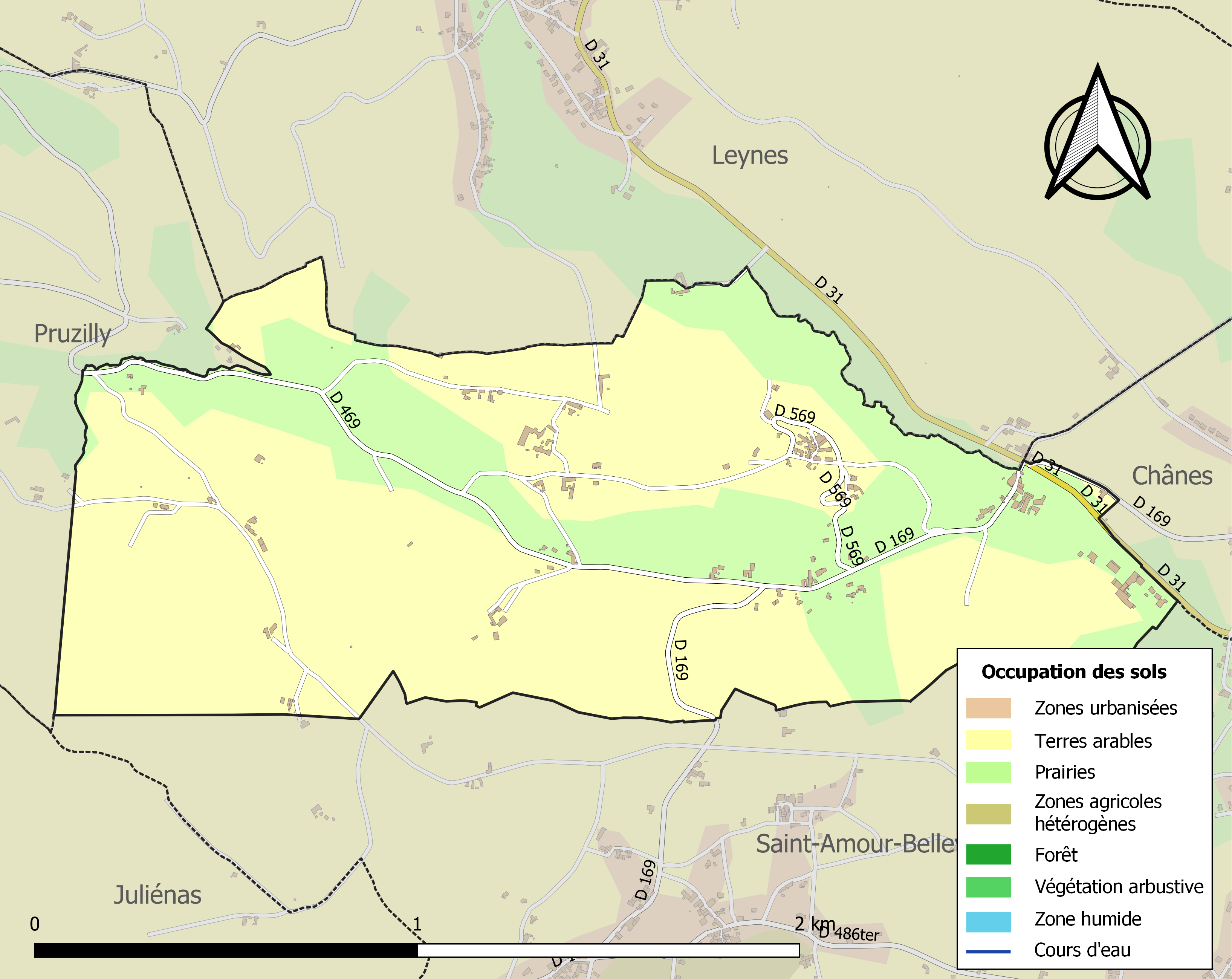
Carte des infrastructures et de l'occupation des sols de la commune en 2018 (CLC).

## Histoire
1793 : Saint-Vérand, dans le contexte révolutionnaire, change de nom et devient Arlois.

## Héraldique
| Blason de Saint-Vérand | Blason  | Taillé : au 1er de sinople à la fontaine du lieu [fontaine du lavoir] d'or, au 2e de gueules à la grappe de raisin d'or. |
| Blason de Saint-Vérand | Détails | Le statut officiel du blason reste à déterminer.                                                                         |

## Politique et administration
| Période                                  | Période  | Identité      | Étiquette | Qualité |
| ---------------------------------------- | -------- | ------------- | --------- | ------- |
| avant 1981                               | ?        | Jean Besson   | DVG       |         |
| mars 1989                                | en cours | Roland Vaïsse |           |         |
| Les données manquantes sont à compléter. |          |               |           |         |

## Démographie
L'évolution du nombre d'habitants est connue à travers les recensements de la population effectués dans la commune depuis 1793. Pour les communes de moins de 10 000 habitants, une enquête de recensement portant sur toute la population est réalisée tous les cinq ans, les populations de référence des années intermédiaires étant quant à elles estimées par interpolation ou extrapolation. Pour la commune, le premier recensement exhaustif entrant dans le cadre du nouveau dispositif a été réalisé en 2006.

En 2022, la commune comptait 156 habitants, en évolution de −6,59 % par rapport à 2016 (Saône-et-Loire : −1,06 %, France hors Mayotte : +2,11 %).
| 1793 | 1800 | 1806 | 1821 | 1831 | 1836 | 1841 | 1846 | 1851 |
| ---- | ---- | ---- | ---- | ---- | ---- | ---- | ---- | ---- |
| 442  | 344  | 363  | 360  | 379  | 328  | 314  | 306  | 280  |

| 1856 | 1861 | 1866 | 1872 | 1876 | 1881 | 1886 | 1891 | 1896 |
| ---- | ---- | ---- | ---- | ---- | ---- | ---- | ---- | ---- |
| 260  | 250  | 245  | 251  | 258  | 258  | 262  | 238  | 231  |

| 1901 | 1906 | 1911 | 1921 | 1926 | 1931 | 1936 | 1946 | 1954 |
| ---- | ---- | ---- | ---- | ---- | ---- | ---- | ---- | ---- |
| 258  | 247  | 260  | 199  | 187  | 186  | 171  | 154  | 169  |

| 1962 | 1968 | 1975 | 1982 | 1990 | 1999 | 2006 | 2011 | 2016 |
| ---- | ---- | ---- | ---- | ---- | ---- | ---- | ---- | ---- |
| 169  | 165  | 146  | 181  | 191  | 182  | 183  | 176  | 167  |

| 2021 | 2022 | - | - | - | - | - | - | - |
| ---- | ---- | - | - | - | - | - | - | - |
| 158  | 156  | - | - | - | - | - | - | - |

## Lieux et monuments

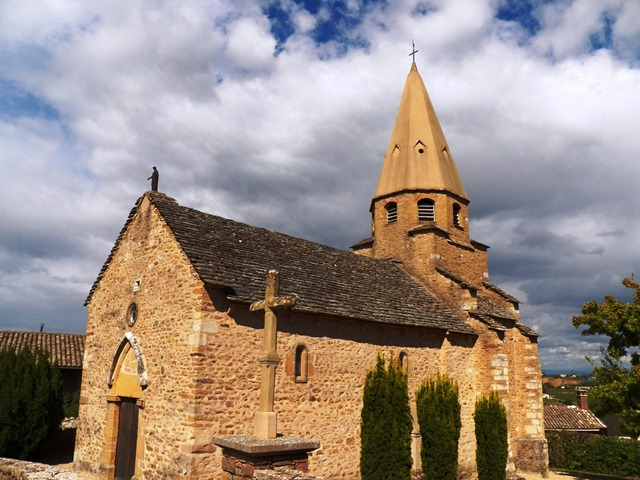
L'église romane de Saint-Vérand.

Parmi les principaux lieux et monuments de Saint-Vérand figure :
- l'église Saint-Vérand, qui dispose d'un clocher trapu percé de huit baies et coiffé d'une flèche à base octogonale[19], lequel abrite l'une des plus anciennes cloches du diocèse d'Autun, fondue en 1733 et protégée au titre des monuments historiques depuis un arrêté pris en 2022[20].

## Personnalités liées à la commune
- Le marquis Joseph-Andréa Doria, de la célèbre famille des Doria de Gènes avait épousé Pierrette de la Balmondière. Officier de marine, président du conseil général, député de Saône-et-Loire et élu maire de Mâcon en 1815[21], il séjournait régulièrement au château de la Balmondière à Saint-Vérand. En raison des liens d'amitié qui les unissaient, Lamartine prononça son éloge funèbre.
- Claude Roberjot, né le 2 avril 1752 à Mâcon et assassiné le 28 avril 1799 près de Rastatt, député de Saône-et-Loire à la Convention nationale et au Conseil des Cinq-Cents sous le Directoire. Il fut curé de Saint-Vérand.

## Culte
Saint-Vérand appartient à l'une des sept paroisses composant le doyenné de Mâcon (doyenné relevant du diocèse d'Autun) : la paroisse Notre-Dame-des-Vignes en Sud-Mâconnais, paroisse qui a son siège à La Chapelle-de-Guinchay et qui regroupe quatorze villages du Mâconnais.